# Мі-кро-фон!
Мі-кро-фон! — документальний фільм відомого радянського і українського кінорежисера Георгія Шкляревського. На момент створення кінострічка мала великий суспільний резонанс, оскільки одним з перших режисер виніс на широкий загал правдиву інформацію щодо екологічних наслідків Чорнобильської катастрофи і безкомпромісно оприлюднив проблемні питання. Фільм стрімко обійшов екрани світу і здобув нагороди престижних міжнародних фестивалів.

## Нагороди
- приз FIPRESCI, Оберхаузен, Німеччина, 1989
- головна нагорода на Filmfest Freiburg, 1990
- почесний диплом журі Міжнародного кінофестивалю документальних фільмів, Упсала, Швеція, 1990